# Dactylopsaron dimorphicum
Dactylopsaron dimorphicum is een straalvinnige vissensoort uit de familie van baarszalmen (Percophidae). De wetenschappelijke naam van de soort is voor het eerst geldig gepubliceerd in 1990 door Parin & Belyanina.